# Самоседовка (Томская область)
Самоседовка — исчезнувшая деревня в Молчановском районе Томской области России. На момент упразднения входила в состав Гришинского сельсовета. Упразднена в 1980-е годы.

## География
Располагалась на правом берегу реки Малый Татош, в 6,5 км (по прямой) к югу от села Гришино.

## История
Деревня была основана в 1904 г. В 1926 году посёлок Самоседовский состоял из 24 хозяйств. В административном отношении входил в состав Золотовского сельсовета Молчановского района Томского округа Сибирского края.
В 1935 году организован колхоз имени Карла Маркса.
Исключена из учётных данных в 1980-е годы.

## Население
| 1926 | 1939 | 1952 | 1959 | 1970 | 1979 |
| ---- | ---- | ---- | ---- | ---- | ---- |
| 130  | ↗144 | ↘135 | ↘62  | ↘41  | ↘6   |

Согласно переписи 1926 года основным населением посёлка были белоруссы.